# Space Invasion
Space Invasion — стратегическая игра, в основе которой — управление космическими колониями. Номинирована на звание лучшей браузерной онлайн игры 2007 года.

## Вселенные
В каждой вселенной есть 14 галактик, в каждой галактике 400 солнечных систем и в каждой солнечной системе — 16 планет. Обычно заселены галактики 1 и 2, 14 же как правило практически пустая.

## Альянсы
В игре существует система альянсов. Создать альянс очень просто, поэтому практически каждый игрок может обзавестись своим собственным. Ограничения на количество членов альянса не существует, однако участникам альянса с 100+ игроков явно будет непросто общаться.Также альянс нужен для планирования тактик перехвата, сообщений о целях, предупреждений об опасности и участии в совместных альянсовых атаках с астероида.

## Пункты
Пункты показывают, насколько развился игрок. Они начисляются за постройки, исследования и флоты.

## Ресурсы
В игре существует 4 вида ресурсов: Руда, Металл, Криптонит и Спайс.
У каждого из них есть своё назначение, к примеру, Спайс — используется для некоторых видов построек, также применяется в исследованиях, а также является видом топлива для космических кораблей. Расположение планеты относительно звезды и температура влияют на то, какой ресурс будет превалировать в добыче.

## Постройки
Постройки в игре можно улучшать, что, как правило, улучшает производительность или открывает доступ к новым кораблям или технологиям. Стоимость постройки каждого следующего уровня здания увеличивается в два раза. Исключение составляют шахты, их цена высчитывается по отдельной формуле.
Каждое здание и каждый новый уровень здания занимает 1 поле на планете. Когда все поля заполнены — строить больше нельзя.

## Корабли
В игре существует большое количество кораблей. У каждого свои характеристики, которые и определяют его назначение в бою. Например, здоровье определяет количество повреждений, которые можно нанести кораблю прежде, чем он будет уничтожен. Щиты дают дополнительную защиту. И так далее. Внимательно изучайте свои корабли и комбинируйте из них непобедимые флоты!

## Защита
Помогает в случае неприятельской атаки. Характеристики их превосходят характеристики кораблей атакующего типа, однако они не умеют летать и к тому же лучшие из лучших стоят крайне дорого. Как правило, сильные агрессивные рейдеры могут её уничтожить сами или альянсовой атакой.

## Статьи об игре
- CNews
- GalaxyNews